# 比亞斯卡

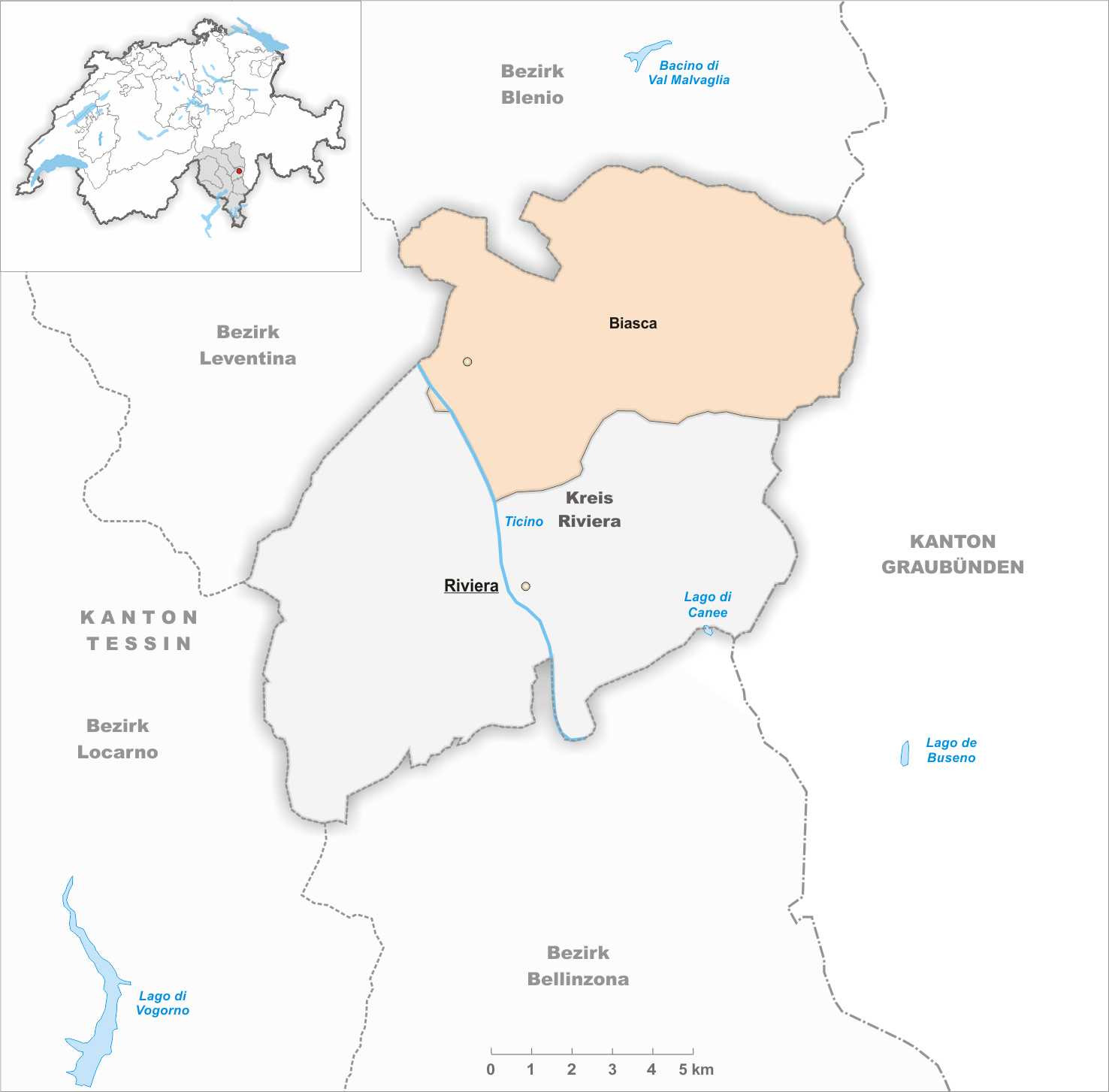
比亚斯卡市地图

比亞斯卡（義大利語：Biasca）是瑞士联邦的城镇，位於該國南部，由提契諾州負責管轄，面積为59.1平方公里，海拔高度301米，2017年12月31日人口为6,126人，其中七成居民信奉羅馬天主教。

## 外部連結
- Official website （意大利文）
- Biasca and Riviera Tourism website (Italian, French, German, English)